# 抱きしめたい (高橋克典の曲)
「抱きしめたい」（だきしめたい）は、1993年2月25日に発売された高橋克典の1枚目のシングル。

## 概要
日本テレビ系『いつみても波乱万丈』エンディング・テーマ。1枚目のアルバム『BREATHLESS』と同時発売。

## 収録曲
編曲：佐藤宣彦
1. 抱きしめたい
  - 作詞・作曲：高橋克典
2. MELODY
  - 作詞：有森聡美
  - 作曲：高橋克典・佐藤宣彦
3. 抱きしめたい（カラオケ）

## レコーディング参加
- 神長弘一 - ギター
- 関雅夫 - ベース
- 小森啓資 - ドラム
- 松浦晃久 - キーボード